# غاباسينك
غاباسينك (بالإنجليزية: Gabasync)‏ هو علاج غير فعال ضد إدمان الميثامفيتامين، وزعم المروجون أنه فعال كذلك ضد الاعتماد على الكحول والكوكايين. تم تسويقه تحت الاسم التجاري "بروميتا". العلاج مبني بشكل فضفاض على أبحاث عالم نفسي إسباني ويُستخدم فيه ثلاثة أدوية (غابابنتين، فلومازينيل وهيدروكسيزين). استخدام هذه الأدوية بمفردها مصادق عليه من قبل إدارة الدواء والغذاء الأمريكية، لكن استخدمها الاجمالي لعلاج الإدمان غير مصادق عليه. سُوِّق غاباسينك بواسطة هيثيام، إنك ( Hythiam, Inc) التي يملكها تيرين بايزر [الإنجليزية] وهو بائع سابق  للسندات عالية المخاطر والعائد اتُهم لاحقا بالاحتيال الاستثماري بخصوص شركة أخرى. سعت شركة هيثيام للحصول على براءة اختراع البروتوكول وتطلب 15 ألف دولار ثمنا لكل مريض مقابل رخصة استخدام البروتوكول (نصفه يذهب إلى الطبيب النفسي المعالج والنصف الآخر إلى هيثيام). تم تقديم أثمان أقل لنظام العدالة الجنائية، أين استُخدِم في برامج تجريبية خاصة بمحكمة عقار [الإنجليزية].
في نوفمبر 2011، نُشِرت نتائج دراسة غفل متحكم فيها مزدوجة التعمية (DBRCT) مولتها هيثيام وجرت في جامعة كاليفورنيا (لوس أنجلوس) في الدورية المراجعة من قبل الأقران "أديكشن [الإنجليزية]"، وقد خلصت إلى أن غاباسينك غير فعال: "يبدو أن البروتوكول بروميتا المتكون من غابابنتين، فلومازينيل وهيدروكسيزين له فعالية لا تتجاوز فعالية الغفل في خفض تعاطي الميثامفيتامين أو إبقاء المرضى في العلاج أو تخفيض اشتهاء الميثامفيتامين."